# 栋夫龙 (瓦兹省)
栋夫龙（法語：Domfront，法語發音：[dɔ̃fʁɔ̃] ⓘ）是法国瓦兹省的一个市镇，属于克莱蒙区。

## 地理
栋夫龙（49°36'12"N, 2°33'19"E）面积2.76 平方千米，位于法国上法蘭西大區瓦兹省，该省份为法国北部内陆省份，北起索姆省，西接厄尔省和滨海塞纳省，南至塞纳-马恩省和瓦兹河谷省，东临埃纳省。
与栋夫龙接壤的市镇（或旧市镇、城区）包括：栋皮埃尔、戈当维莱、勒普卢瓦龙、鲁瓦约库尔、吕伯库尔。

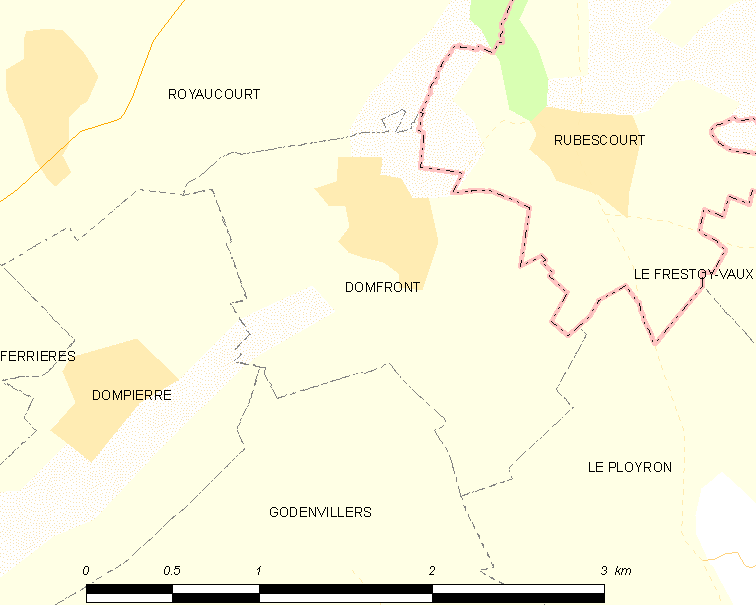
的OSM定位图

栋夫龙的时区为UTC+01:00、UTC+02:00（夏令时）。

## 行政
栋夫龙的邮政编码为60420，INSEE市镇编码为60200。

## 政治
栋夫龙所属的省级选区为埃斯特雷圣但尼县。

## 人口

1962-2008年间人口变化图示

栋夫龙于2022年1月1日时的人口数量为317人。